# Dampvalley-lès-Colombe
Dampvalley-lès-Colombe là một xã thuộc tỉnh Haute-Saône trong vùng Bourgogne-Franche-Comté phía đông nước Pháp.